# Antoine Le Conte
À ne pas confondre avec l'ecclésiastique Antoine Le Comte, le footballeur Antoine Conte ou l'homme politique Antoine Joseph Xavier Conte.
Antoine Le Conte ou Antonius Contius (1526-1586) est un jurisconsulte et humaniste français. 

## Biographie
Antoine Le Conte naît vers 1526 à Noyon dans le royaume de France. À Bourges, il étudie le droit, qu'il enseigne dès l'âge de 19 ans à l'université de la même ville.
Il a publié des commentaires sur les œuvres juridiques de l'empereur byzantin Justinien.
Antoine Le Conte meurt en 1586 à Bourges.

## Œuvres
(Liste incomplète)
Commentateur
- (la) Corpus juris civilis Justinianei Tomus primus
- (la) Infortiatum, seu Pandectarum juris civilis
- (la) Volumen legum paruum, quod vocant in quo haec insunt tres posteriores libri codicis D. Justiniani sacratissimi principis, authenticae, seu novellae constitutiones ejusdem principis, feudorum libri duo, constitutiones Friderici II, imperatoris, extravagantes duae Henrici VII, imperatoris, tractatus de pace Constantiae

Éditeur scientifique
- (la) Codicis DN. Justiniani sacratissimi imp. PP. Augusti, repetitae praelectionis
- (la) Dn. Justiniani PP. A. institutionum juris civilis libri quatuor

Annotateur
- Code Justinien (529)